# Balearica
Balearica je rod u ptičjoj porodici ždralovi. Obuhvaća dvije vrste koje danas obitavaju uglavnom južno od saharske pustinje. Jedini su ždralovi koji se gnijezde na drveću. Poput svih ždralova, hrane se insektima, gmizavcima i malenim sisavcima.

## Vrste
Danas živuće vrste su:
- Krunati ždral[1] (Balearica pavonina)
- Bjelolici ždral[1] (Balearica regulorum)

Krunati ždralovi su u prapovijesti bili rasprostranjeniji. Nađeni su fosili u Europi i Sjevernoj Americi. Tri fosilne vrste su:
- Balearica rummeli (Rani Miocen, Njemačka)
- Balearica excelsa (Rani do srednjeg Miocena, Francuska)
- Balearica exigua (Miocen, Nebraska)

## Vanjske poveznice
- Balearica  Arhivirana inačica izvorne stranice od 27. listopada 2011. (Wayback Machine)

### Ostali projekti
|  | Zajednički poslužitelj ima stranicu o temi Balearica    |
|  | Zajednički poslužitelj ima još gradiva o temi Balearica |
|  | Wikivrste imaju podatke o taksonu Balearica             |